# Classe Vision
A Classe Vision consiste em 3 pares de navios-irmãos e não uma classe de navios idênticos, como os da Classe Radiance, da Classe Freedom, ou da Classe Voyager.O Legend e o Splendour, construídos em Chantiers de l'Atlantique, Saint-Nazaire, França têm um peso total de aproximadamente 70.000 toneladas e são os únicos navios que têm um campo de golf. O Grandeur e o Enchantment foram construídos em Masa-Jardas de Kvaerner, Helsínquia, Finlandia e pesam aproximadamente 81.000 toneladas brutas. O par, Rhapsody e o Vision foram construídos também em Chantiers de l'Atlantique, e têm um peso de 83.00 toneladas brutas.
Em 2004, uma área do Enchantment of the Seas foi aumentada, permitindo a adição de uma pscina, restaurantes de especialidades, além de mais banheiros, expandindo a área para o conforto dos passageiros.
Em 2015, o Splendour of the Seas foi vendido para o grupo TUI, que o cederá à sua marca Island Cruises. Sua última viagem pela Royal Caribbean ocorrerá em 4 de abril de 2016.

## Navios na classe

### Legend of the Seas & Splendour of the Seas
| Nome                                                                     | Entrada em serviço  | Tonelagem AB/GT           | Imagem |
| ------------------------------------------------------------------------ | ------------------- | ------------------------- | ------ |
| Legend of the Seas                                                       | 16 de maio de 1995  | 69 130 t (152 000 000 lb) |        |
| Splendour of the Seas                                                    | 31 de março de 1996 | 69 130 t (152 000 000 lb) |        |
| Notas                                                                    |                     |                           |        |
| Construídos em 1995 e 1996 por Chantiers de l'Atlantique, Saint-Nazaire. |                     |                           |        |

### Grandeur of the Seas & Enchantment of the Seas
| Nome                                                               | Entrada em serviço     | Tonelagem AB/GT           | Imagem |
| ------------------------------------------------------------------ | ---------------------- | ------------------------- | ------ |
| Grandeur of the Seas                                               | 14 de dezembro de 1996 | 73 817 t (163 000 000 lb) |        |
| Enchantment of the Seas                                            | 13 de julho de 1997    | 82 910 t (183 000 000 lb) |        |
| Notas                                                              |                        |                           |        |
| Construídos em 1996 e 1997 por Masa-Jardas de Kvaerner, Finlandia. |                        |                           |        |

### Rhapsody of the Seas & Vision of the Seas
| Nome                                                                     | Entrada em serviço | Tonelagem AB/GT           | Imagem |
| ------------------------------------------------------------------------ | ------------------ | ------------------------- | ------ |
| Rhapsody of the Seas                                                     | 19 de maio de 1997 | 78 491 t (173 000 000 lb) |        |
| Vision of the Seas                                                       | 2 de maio de 1998  | 78 340 t (173 000 000 lb) |        |
| Notas                                                                    |                    |                           |        |
| Construídos em 1997 e 1998 por Chantiers de l'Atlantique, Saint-Nazaire. |                    |                           |        |